# Cztery Wieże
Cztery Wieże (pisane również jako 4 Wieże) – kompleks usługowo-mieszkalny, zlokalizowany w Katowicach przy ulicy Chorzowskiej, na obszarze dzielnicy Osiedle Tysiąclecia.
Budowa kompleksu składającego się z czterech 17-kondygnacyjnych budynków mieszkalnych osadzonych na 3-kondygnacyjnej podstawie rozpoczęła się we wrześniu 2011 roku. Uzupełnieniem jest parking mogący pomieścić ponad 600 samochodów.
Pierwszy etap inwestycji – Wieża A – został ukończony w I kwartale 2014. Kolejne etapy: Wieża B – rozpoczęcie budowy w III kwartale 2013; Wieża C – rozpoczęcie budowy w II kwartale 2015; Wieża D – rozpoczęcie budowy w 2016.
Na parterze inwestycji Cztery Wieże znajduje się przestrzeń handlowo-usługowa w której powstały min. supermarket, centrum dentystyczne oraz Studio Fitness.